# Blake Beck
Der Blake Beck ist ein Wasserlauf im Lake District, Cumbria, England. Er entsteht nördlich von Troutbeck und fließt in westlicher Richtung bis zu seiner Mündung in den River Glenderamackin.